# 克卜勒-9d
克卜勒-9d，原本的名稱是KOI-377.03，是環繞著與太陽相似的恆星克卜勒9的一顆行星。最初是由克卜勒太空船，由NASA建造和操作用來尋找類地行星的一架太空望遠鏡，發現的，克卜勒-9d是最有可能的超級地球，估計它的半徑比地球大約60%，但是還未能測量出它的精確質量。克卜勒-9d以0.0273天文單位 －非常接近母恆星的距離，每1.56天繞行克卜勒9一圈。雖然克卜勒-9d是這個行星系中最靠近母恆星的行星，但是因為另外兩顆巨大的行星：克卜勒-9b和克卜勒-9c已經先被發現了，所以它的名稱是克卜勒-9d。
起初納入這個系統的研究第一次就建議克卜勒-9d可能是一顆行星，但是克卜勒團隊後續的研究延遲了證實它是行星的時間；證實克卜勒-9d是一顆行星的論文，在2011年1月1日才在天文物理期刊上發表。這個團隊使用位於夏威夷凱克天文台的望遠鏡證實了克卜勒太空望遠鏡最初的發現。

## 發現和命名
它被命名為克卜勒-9d是因為它是在克卜勒9這顆恆星的上被發現的第3顆繞行著的行星。恆星被稱為克卜勒9則是因為這是克卜勒太空船發現的第9顆有行星環繞著的恆星。這艘太空船是NASA利用凌日法，從地球觀察到行星環繞或橫越母恆星前方，以發現類地行星為目地的太空船。當行星從母恆星前方穿越時，會造成地球上觀察到母恆星的光度短暫和輕微的變暗 (減弱) 。 
起初，在克卜勒9被觀察到行星凌日現象之前的名稱是KOI 377.03。在進入系統化的研究之後，首先證實它有克卜勒-9b和克卜勒-9c兩顆行星，後續的研究才完成確認克卜勒-9d也是行星，而不是在克卜勒 光度計孔徑中的背景恆星食造成的。克卜勒的團隊排除了背景恆星造成的凌日事件假象的一切可能性，才將結果於2011年1月1日發表在天文物理期刊上。後續的觀測是使用夏威夷凱克天文台的高解析度中階光譜儀，亞利桑納州WIYN天文台和加州的帕洛瑪天文台完成的。

## 母恆星
克卜勒9是在天琴座內與太陽相似的恆星，與地球相距650秒差距，質量是1.07M☉，和半徑是1.02R☉，克卜勒9幾乎與太陽完全一樣，質量只比太陽多7%，直徑大2%。克卜勒9的有效溫度是5777 (± 61) K，相較於太陽是5778K，和大約比太陽多32%的金屬含量 (以鐵比較)。克卜勒9比太陽年輕，估計年齡只有十億歲。克卜勒9除了克卜勒-9d之外還有兩顆行星：巨大的克卜勒-b和克卜勒-c。

## 特性
雖然還不知道克卜勒-9d的質量，但依據它的光度曲線呈現的尺度，它被假設是一顆超級地球，推測它的質量至少是1.5地球質量。 這顆行星的半徑被推定為1.64RE，或是半徑比地球大64%。以它2026K的平衡溫度，它比克卜勒之前發現的所有行星都更熱 (不包含之前在克卜勒的視野內發現的3顆行星)，他的密度還不知道。它與母恆星的平均距離是0.0273天文單位 (2,537,695.73英里)，每1.592851天公轉一週，是在克卜勒9的系統中最靠近母恆星的行星。相較之下，太陽系的行星水星與太陽的距離是0.3871天文單位，每87.97天才公轉一週